# Lousa (Loures)
Lousa ist eine Gemeinde (Freguesia) im portugiesischen Kreis Loures. In ihr leben 3216 Einwohner (Stand 19. April 2021).